# اینار تورگرسن
اینار تورگرسن (انگلیسی: Einar Torgersen; ۲۴ اوت ۱۸۸۶ – ۹ سپتامبر ۱۹۴۶) قایقران، و قایقران قایق بادبانی اهل نروژ بود.